# 132 aC
El 132 aC  va ser un any del calendari romà prejulià. Durant la República i l'Imperi Romà es coneixia com l'Any del Consolat de Lenat i Rupili o també any 622 Ab urbe condita o de la fundació de la ciutat). L'ús del nom «132 aC» per referir-se a aquest any es remunta a l'alta edat mitjana, quan el sistema Anno Domini va ser el mètode de numeració dels anys més comú a Europa.

## Esdeveniments

### República Romana
- Aquest any són elegits cònsols Publi Popil·li Lenat i Publi Rupili.[2]
- Rupili persegueix als amics i partidaris de Tiberi Semproni Grac, assassinat l'any anterior (133 aC), amb la màxima crueltat.[3]
- Popil·li Lenat rep l'encàrrec del victoriós partit aristocràtic de processar als seguidors de Grac i mostra l'odi personal i la crueltat d'ell i de tota la seva família. Gai Grac pensava en ell quan va fer aprovar una llei contra tots aquells que havien condemnat a un ciutadà sense judici, i així li va explicar a Lenat personalment. Popil·li Lenat es retira voluntàriament a l'exili i no torna a Roma fins després de la mort de Gai Grac.[4]
- Publi Corneli Escipió Africà Emilià torna a Roma després d'haver ocupat i destruït Numància a celebrar el triomf. La seva aprovació de la mort de Grac (diu que va ser assassinat justament) l'allunya del poble. La plebs, que havia esperat una resposta diferent del seu general que a més era cunyat de Tiberi Grac, protesta en públic, i des d'aquest moment Escipió perd molta de la seva influència sobre ells.[5]

### Sicília
- Publi Rupili és enviat a Sicília contra els esclaus revoltats i posa fi a la guerra servil. Al seu retorn a Roma obté els honors del triomf.[6]

## Naixements
- Mitridates IV, rei del Pont, segons Estrabó.[7]

## Necrològiques
- Èunous, dirigent de la revolta d'esclaus (136 aC - 132 aC) de Sicília. Davant del cònsol Rupili fuig a les muntanyes quasi inaccessibles, però finalment és capturat en una cova i portat davant del cònsol, que no el mata, probablement per portar-lo a Roma per a celebrar el seu triomf, però mor de malaltia (morbus pedicularis) a la presó de Morgantina.[8]
- Publi Corneli Escipió Nasica Serapió, que havia dirigit els senadors a assassinar Tiberi Grac. Obligat a anar a l'Àsia en una missió fictícia pel Senat a causa de la seva impopularitat, mor a Pèrgam.[9]